# 周桑漪
周桑漪（1930年10月—2019年3月6日），男，台湾彰化人，中华人民共和国政治人物，苏州大学工学院原副院长、教授，中国致公党中央委员会委员，江苏省政协原副主席，第七、八届全国政协委员，第九届全国人大代表。